# Oléiculture bio
L'Oléiculture biologique ou oléiculture bio s'inscrit dans le système de l'Agriculture biologique. C'est une branche récente de l'Oléiculture mais aussi de l'arboriculture fruitière. Il s'agit de toutes les techniques de culture qui ne font pas appel à l'emploi des produits de l'agrochimie et de la chimiosynthèse. L'oléiculteur s'engage dans la voie de l'Écologie. Nous n'entrerons pas dans la discussion opposant l'agriculture traditionnelles productiviste à l'agriculture biologique.
En France, il existe un Centre de recherches spécialisé, le Groupe de Recherche en Agriculture Biologique (GRAB, Avignon) qui développe des méthodes et accompagne les oléiculteurs. Des coopératives et les syndicats de producteurs s'intéressent maintenant à ce type de pratiques culturales appliquées à l'Olivier et à ses vergers. L'AFIDOL, en plus de ses publications conventionnelles vient de sortir un DVD sur ce sujet.

## Fondements
Les oliveraies, comme toutes les autres cultures bio doivent être certifiées. L'objectif est de produire des aliments de qualité.
Une particularité de l'oléiculture traditionnelle est qu'elle constitue une monoculture et que les vergers d'oliviers traditionnels ont perdu leur biodiversité historique à force d'utilisation de désherbants et de pesticides.

### Le rééquilibrage écologique des oliveraies
Le rééquilibrage écologique consiste à laisser se développer l'herbe qui pousse naturellement et à la tondre régulièrement, en laissant sur place les déchets pour enrichir le sol en humus, permettant à toute une faune d'insectes utiles, les auxiliaires, de trouver abri et nourriture. Cette technique est l'enherbement permanent.

### La lutte biologique
La lutte biologique consiste à utiliser, contre un ravageur ou une plante adventice, un organisme vivant antagoniste : le parasitoïde. En oléiculture, les auxiliaires sont principalement des micro-hyménoptères mais aussi des oiseaux (gibier) et des mammifères insectivores, notamment des chauve-souris.

## Les haies florales
Les murs en pierre sèche qui délimitent les vergers méditerranéens permettent de maintenir un cortège de plantes poussant spontanément ou réintroduites.